# Хіменеси
Дина́стія Хіме́нес (ісп. Jiménez; кат. Ximenes) — баскська за походженням династія, представники якої були правителями Наварри, Арагону та Кастилії у IX—XIII століттях. Представники династії першими зуміли тимчасово об'єднати християнську Іспанію й висунули її на широку європейську політичну сцену. Створена Хіменесами політична структура збереглась до кінця середньовіччя.

## Історія
Упродовж тривалого часу дослідники вважали, що Хіменеси походили з Гасконської герцогської родини. Про їхнього родоначальника, Хімено, практично нічого не відомо. У середньовічних генеалогіях його показували сином Сегуїна I Лупа, герцога Васконії в 812—816 роках, однак документального підтвердження такої версії немає. Нині історики вважають, що династії Хіменес та Ариста, можливо, походили від одного родоначальника, яким був згаданий 781 року граф Памплони Хімено Сильний. Свою назву — Хіменес — рід отримав від онука родоначальника, графа Хімено I, який правив у першій половині IX століття в Сангуесі, що її «Кодекс Роди» називає «другою частиною королівства».
Хімено I Памплонський був обраний королем Памплони після смерті двоюрідного брата Ініго Аристи. Хімено приєднав до Памплони багато нових територій. Однак після смерті Хімено наваррці повернули королівський титул нащадкам Ініго. Хіменеси змогли закріпитись на троні лише після 905 року.
Істинним засновником королівської династії 905 року став Санчо I: заснована ним неперервна лінія королів правила в Наваррі, а від XI століття також і в Кастилії й Арагоні упродовж кількох століть.
Найвідомішим представником династії був Санчо III Великий, який правив від 1000 до 1035 року в Памплоні (Наваррі) та приєднав Арагон, Кастилію Рібагорсу та, зрештою, Леон. Він став сюзереном графа Барселони та, можливо, герцога Гасконі. Його великі володіння були розділені між його синами, таким чином кожне з середньовічних іспанських королівств було засновано представником династії Хіменесів.
Невдалий шлюб Альфонсо I призвів до розділу королівства на Кастилію, Арагон та Наварру. Кожне з них, зрештою, перейшло до інших династій через спадкоємиць: Уррака (Кастилія і Леон) — Бургундська династія; Петроніла — Барселонська династія; та, зрештою, Бланка, сестра Санчо VII Наваррського, чия смерть 1234 року призвела до падіння династії Хіменесів.

## Правителі Наварри (905—1234)
- 905—925: Санчо I Гарсес (860—925), король Наварри, син Гарсії II Хіменеса
- 925—931: Хімено II Гарсес (?—29 травня 931), король Наварри, брат Санчо I і регент при своєму племінникові, мав королівський титул
- 925—970: Гарсія I Санчес (919—970), король Наварри від 925, граф Арагону від 926, син Санчо I
- 970—994: Санчо II Абарка (935/40—грудень 994), король Наварри від 970, граф Арагону від 970 за правом своєї матері, син Гарсії I й Андреготе Галіндес Арагонської
- 994—1000: Гарсия II Тремтячий (бл. 964 — бл. 1000), король Наварри та граф Арагону від 994, син Санчо II
- 1000—1035: Санчо III Великий (бл. 985—18 жовтня 1035), король Наварри, граф Арагону від 1000, граф Собрарбе-Рібагорси від 1018, граф Кастилії від 1029 і завойовник королівства Леон. Імператор Іспанії від 1034. Син Гарсії II
- 1035—1054: Гарсія III Санчес (бл. 1020 — 15 вересня 1054), король Наварри, син Санчо III
- 1054—1076: Санчо IV Пеньяленський (бл. 1039 — бл. 1076), король Наварри, син Гарсії III

В особистій унії з Арагоном від 1076 до 1134
- 1076—1094: Санчо V Рамірес (1042/1043—1094), король Наварри від 1076, король Арагону від 1063, син однокровного брата Гарсії III, короля Арагону Раміро I. Також король Арагону від 1063
- 1094—1104: Педро I (1070—1104), король Наварри й Арагону, син Санчо V Раміреса
- 1104—1134: Альфонсо I Вояк (1073—1134), король Наварри й Арагону від 1104, співправитель королівства Кастилія та Леон від 1109 до 1114, син Санчо V Раміреса
- 1134—1150: Гарсия IV Відновник (1105/1110—1150), король Наварри, онук позашлюбного сина Гарсії III
- 1150—1194: Санчо VI Мудрий (1132/1133—1194), король Наварри, син Гарсії IV
- 1194—1234: Санчо VII Сильний (1170—1234), король Наварри, син Санчо VI Мудрого

Від 1234 року королями Наварри стали представники Шампаньської династії.

## Правителі Кастилії, Леону та Галісії (1035—1126)
- 1037—1065: Фернандо I Великий (1010—1065), король Кастилії від 1035, король Леону від 1037
- 1065—1072: Санчо II Сильний (1036/1040—1072), король Кастилії від 1065, король Галісії 1071—1072, король Леону 1072
- 1065—1071: Гарсія I Галісійський (1042—1109), король Галісії 1065—1071
- 1072—1109: Альфонсо VI Хоробрий (1040—1109), король Леону від 1065, король Галісії та Кастилії від 1072
- 1109—1126: Уррака I (пом. 1126), донька попереднього

Галісія від 1111 року перейшла під управління Бургундської династії.

## ПравителіСобрарбейРібагорси(1035—1043)
- 1035—1043: Гонсало (пом. 1043). Став графом Собрарбе й Рібагорсе, двох маленьких Піренейських регіонів, до 1035 року. Правив там до своєї смерті

1043 року Собрарбе й Рібагоса були приєднані до Арагону.

## Правителі Арагону (1035—1162)
- 1035—1063: Раміро I (бл. 1008—1063), король Арагону, син Санчо III Наваррського
- 1063—1094: Санчо I (1042/1043—1094), король Арагону від 1063, король Наварри від 1076, син попереднього
- 1094—1101: Педро I (1070—1104), король Наварри й Арагону, син попереднього
- 1104—1134: Альфонсо I Воїн (1073/83—1134), король Наварри й Арагону від 1104, співправитель королівства Кастилія і Леон від 1109 до 1114, брат попереднього
- 1134—1137: Раміро II Чернець (1075/86—1157), єпископ Памплони від 1115, король Арагону від 1134, брат попереднього
- 1137—1162: Петроніла (1135—1174), донька попереднього

1150 року Петроніла вийшла заміж за Рамона-Беренгера IV, графа Барселони. Таким чином була утворена нова королівська династія — Барселонська.

## Правителі Вігери (970—1030)
Королівство Вігера було невеликим володінням зі столицею в Наваррському місті Вігера. Воно існувало від 970 до 1005 року. Було утворено відповідно до заповіту Гарсії Санчеса Памплонського для його другого сина, Раміро Гарсеса, та включало область біля Ла-Ріохи.
- 970—991: Раміро Гарсес (пом. 991)
- 991—1002: Санчо Рамірес (пом. бл. 1002)
- 1002—1005/1030: Гарсія Рамірес (пом. 1005/1030)

Близько 1030 року Вігера була приєднана до Наварри.